# Comtat de Fier
El comtat de Fier (en albanès Qarku i Fierit) és un dels dotze comtats d'Albània. Està format pels districtes de Fier, Lushnjë i Mallakastër. La seva població al 2011 era de 310.331, en una àrea de 1890 km². La seva capital és Fier.